# William Dampier

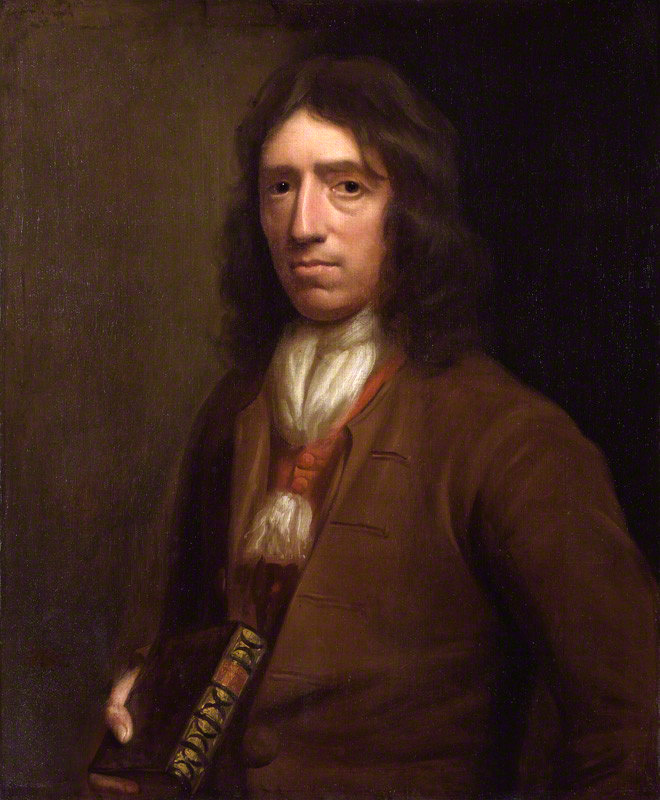
William Dampier

William Dampier (* August 1651, getauft am 5. September in East Coker, Somerset, England; † März 1715 in London) war ein britischer Freibeuter, dreimaliger Weltumsegler, Entdecker und Geograph.

## Leben

### Kindheit und Jugend
Dampier wurde als zweites von sechs Kindern einer Landwirtsfamilie in Somerset geboren. Sein Vater starb, als er sieben Jahre alt war. Mit 16 wurde er durch den Tod der Mutter zur Vollwaise. Er besuchte eine Schule, die er allem Anschein nach auch beendete. Er konnte lesen und schreiben und beherrschte auch Latein. Dampier fuhr mit 18 Jahren zur See. Auf einem Handelsschiff erreichte er als Schiffsjunge Neufundland. 1672 ging er als junger Mann nach Spanisch-Amerika und nahm 1673 am dritten Seekrieg zwischen England und den Niederlanden teil. 1674 war er kurzzeitig Plantagenverwalter auf Jamaika, danach arbeitete er bis 1678 bei den Campeche-Holzfällern auf der Halbinsel Yucatán.

### Karriere als Pirat und Freibeuter
Da seine Erwartungen, schnell viel Geld zu verdienen, enttäuscht wurden, beschloss er, sich einer der zahlreichen Freibeuter- oder Seeräubermannschaften anzuschließen. Von 1679 bis 1681 machte er erste Erfahrungen als Kaperfahrer unter den Kapitänen Bartholomew Sharp und John Coxon. Der Versuch, Panama-Stadt auf dem Landweg zu erobern, scheiterte, da die Spanier nach dem ähnlichen Überfall von Henry Morgans Truppen ein paar Jahre früher auf solche Manöver vorbereitet waren. Dampier blieb mit Kapitän Sharp auf einem von ihnen gekaperten Schiff und segelte nach Chile, wo er zusammen mit anderen desertierte und sich auf den Weg nach Tortuga machte. Von da segelte er 1682 nach Virginia, wo er sich kurz niederließ.

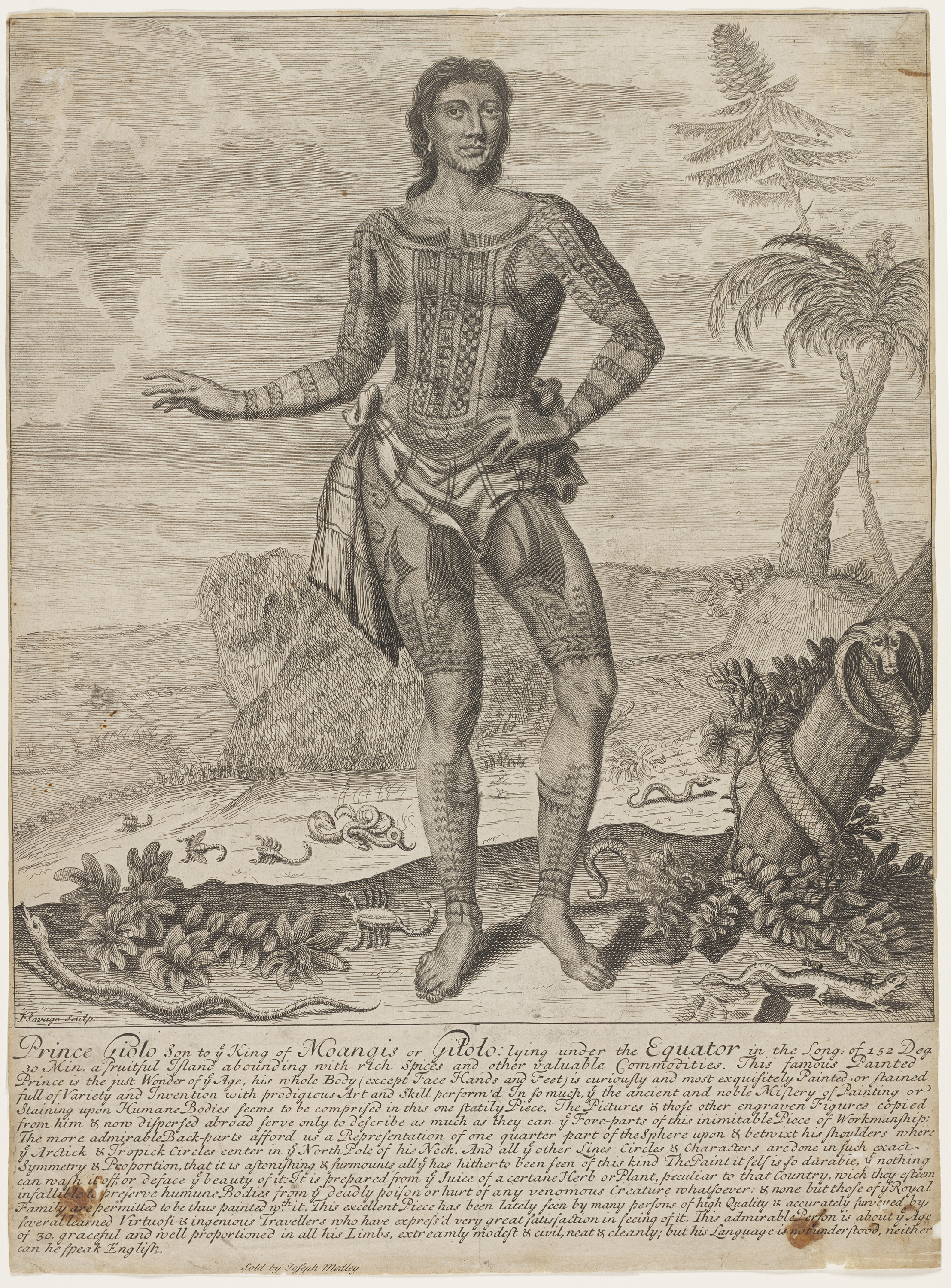
Auszug aus dem Flugblatt zur Ausstellung Giolo, the Famous Painted Prince. Der Sklave Prince Giolo von Moangis ist eines der prominentesten Beispiele für traditionelle Tätowierungen in Südostasien.

1683 schloss er sich dort erneut einer Gruppe von Seeräubern an. Als Crewmitglied kam er über Kap Hoorn in den Pazifik, wo er als einer der Ersten die Galapagos-Inseln untersuchte. Ziel der Piraten war die Plünderung spanischer Städte an der Westküste Südamerikas. 1685 stieg Dampier auf der Bark Cygnet unter Kapitän Charles Swan zum Navigator auf. Eine über 6000 Meilen lange Reise von Mexiko nach Guam und den Philippinen (vom 31. März bis zum 20. Mai 1686) stellte ein Meisterstück der damaligen Seefahrtkunst dar. 1687 kreuzte die Cygnet im Südchinesischen Meer auf der Jagd nach einer Beute, dann schlug man den Kurs Richtung Golf von Siam ein und segelte entlang der nordwestlichen Küste Neuhollands (Australiens und Neuguinea). Im Januar 1688 landeten die Kaperfahrer auf einer der Inseln des heutigen Dampier-Archipels. Sie waren die ersten Engländer, die sich nachweislich in diesen Gebieten aufhielten.
Nach einem Streit, der sich aller Wahrscheinlichkeit nach über den künftigen Kurs des Schiffes entzündete, wurden Dampier und zwei (oder drei) andere Crewmitglieder auf einer Insel der Nikobaren ausgesetzt. Sie bauten eine Art Kanu und erreichten nach einer abenteuerlichen Fahrt die Küste der Insel Sumatra, wobei Dampier nochmals seine navigatorische Qualität unter Beweis stellte.
Dampier blieb krank auf Sumatra zurück. Als er sich erholt hatte, untersuchte er innerhalb von 18 Monaten die Gegend von Tonkin im heutigen Vietnam, Malakka und Malaysien, wobei er durchaus wissenschaftlich vorging und die örtliche Flora und Fauna beschrieb. 1691 kehrte er nach England zurück, in Begleitung eines „philippinischen Prinzen“ namens Giolo, der in London und Oxford als „eine exotische Erscheinung“ dem Publikum vorgeführt wurde, aber nach wenigen Monaten starb.
1693 fuhr Dampier als zweiter Maat auf einem Handelsschiff nach Westindien. In der Karibik brach eine Meuterei aus. Dampier schloss sich nicht den Seeräubern um Kapitän Henry Every an, sondern segelte 1695 nach England zurück. Dort wurde er vor dem High Court of Admiralty wegen Beteiligung an der Meuterei angeklagt. Er wurde freigesprochen und sagte 1696 als Zeuge bei dem Prozess gegen die gefangengenommenen Mitglieder von Everys Crew aus.

### Leben in England
1678 heiratete Dampier eine Dienerin der Gräfin von Grafton; die Ehe blieb anscheinend kinderlos. Sie erwarben ein kleines Gut in der Grafschaft Dorset. Allem Anschein nach verlor seine Frau während der langjährigen Abwesenheit ihres Ehemannes das Eigentum am Grundstück, zumindest taucht es in keinem Grundbuch auf. Offenbar starb seine Frau vor ihm, da sie in seinem Testament, das Ende 1714 aufgesetzt wurde, nicht erwähnt wird.
Dampier veröffentlichte 1697 das Buch A New Voyage Round the World (Neue Reise um die Welt), das ein großer Erfolg wurde. 1699 ergänzte er es durch A Supplement of the New Voyage, wo er sein Leben beschrieb, bevor er Pirat wurde. Dampier versuchte, den Vorwurf zu widerlegen, er sei in mehrere „Verschwörungen gegen die Krone“ verwickelt gewesen. Zu diesem Zweck sagte er vier Mal vor dem „Board of Trade“ über die Piraterie in der Karibik und im Pazifik aus und erreichte seine vollständige Rehabilitierung.
Dampier wurde mit Prozessen und Schmähschriften überhäuft. Als er 1707 von einer misslungenen Militärmission nach England zurückkehrte, warf man ihm Trunkenheit, Betrug und Feigheit vor. Zwei seiner ehemaligen Untergebenen, William Funnell und John Welbe, veröffentlichten Anti-Dampier-Schriften, die diese Vorwürfe zu bestätigen suchten. Die Erbin eines der Eigentümer seines Schiffes St. George klagte Dampier wegen Betrugs an, die Prozesse wurden erst 1712 beendet. Dampier verteidigte sich mit einer in überaus jähzornigem Ton verfassten Streitschrift Vindication, die 1707 erschien. Darin warf er all seinen Kritikern persönliches Unvermögen, Missgunst und Neid vor.
Als Dampier 1715 in London starb, hatte er Schulden in Höhe von £677, nach damaligen Maßstäben eine hohe Summe.

## Karriere als Entdecker

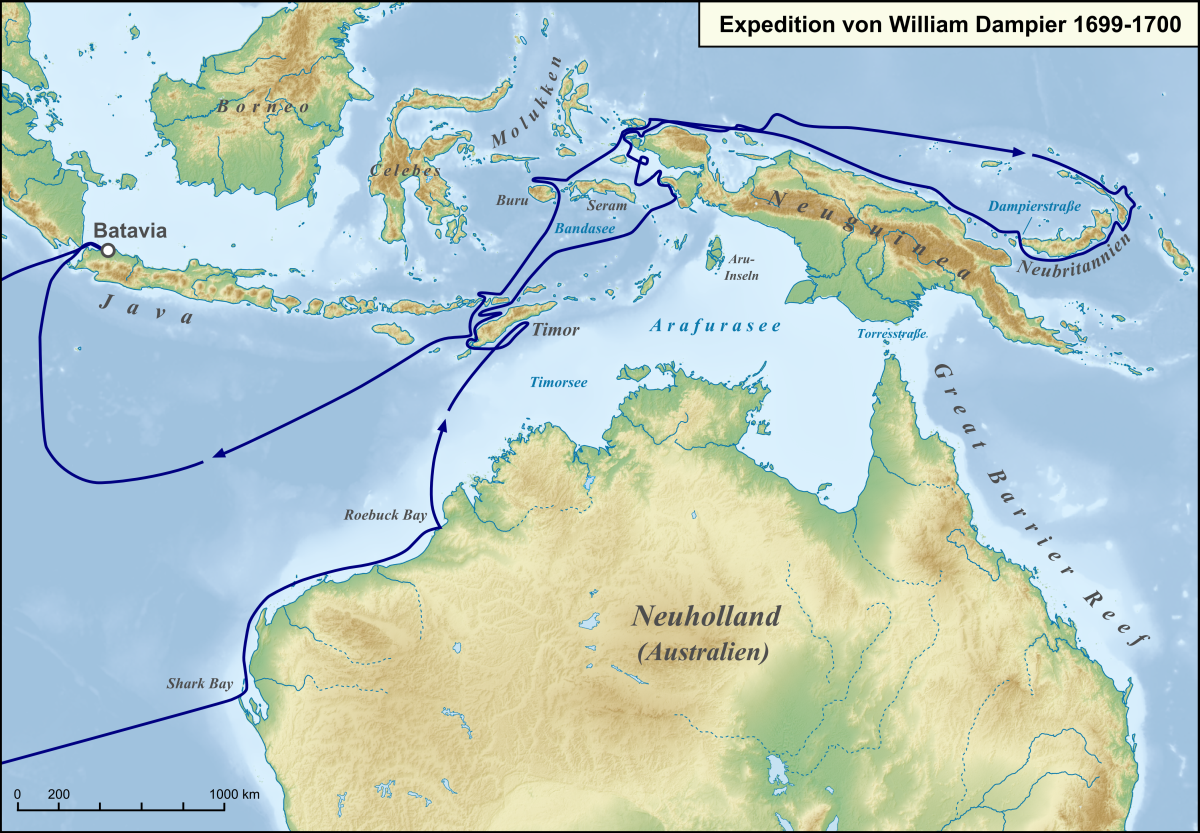
Karte der Route in Südostasien und an der Nordwestküste Australiens

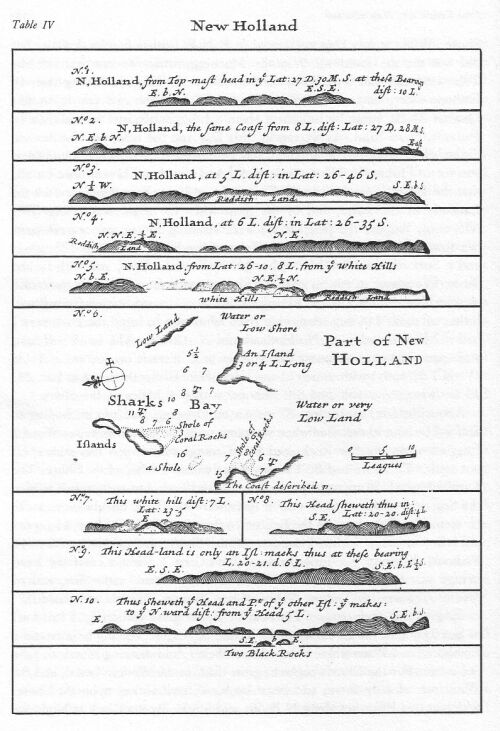
Dampiers Karte von Neuholland (1699)

Der Erfolg beider Bücher und die Details beeindruckten die britische Admiralität derart, dass sie Dampier als Kapitän für eine Forschungsfahrt in den Pazifik auserkor. Beflügelt wurde dieses Vorhaben von in London 1694 erschienenen Berichten des holländischen Reisenden Abel Tasman, der den Träumen von einem großen Kontinent im Süden Gestalt zu verleihen schien. Sein Ziel war die damals noch sehr vage als große Erdmasse angesehene Terra australis zu umsegeln und die Absatzmöglichkeiten von englischen Waren dort zu erkunden. Er erhielt im Januar 1699 den Befehl über die Roebuck. Dieses Schiff war eigentlich als Brander angelegt und wurde für die Reise 1699 zum "5th rate warship" mit 26 Kanonen aufgerüstet. Die Mannschaft wurde zudem als zänkisch und unerfahren beschrieben.
Ursprünglich sollte die Reise um das Kap Hoorn herum führen, doch hätte dies bedeutet, das gefahrvolle Kap während der ungünstigeren Bedingungen im dann herrschenden Südhalbkugel-Winter zu passieren. Angesichts dieser Umstände änderte Dampier die Route und steuerte über das Kap der Guten Hoffnung ostwärts segelnd in Richtung auf die vermutete Terra Australis zu. Am 26. Juli 1699 stieß er auf dem 26. Grad südlicher Breite auf die australische Westküste. Der als Shark’s Bay bezeichnete Küstenstrich sowie die benachbarten Inseln wurden von ihm eingehend untersucht und kartiert. In Ermangelung von Frischwasser verließ Dampier im September diese Küste und fuhr nach Timor, um neue Vorräte zu laden. Von dort setzte er Kurs auf Neuguinea, wo er am 3. Dezember anlangte. Während er dessen Ostküste entlangfuhr, stieß er auf eine Insel, die er Neubritannien nannte. Die von ihm durchfahrene Meerenge zwischen dieser und zwei kleineren Inseln trägt heute zu seinen Ehren den Namen Dampierstraße. Dampier schaffte es außerdem, die Nordwestküste von Neuguinea teilweise zu kartografieren.
Der schlechte Zustand seines Schiffes und die an Skorbut leidende Mannschaft zwangen Dampier jedoch, abermals Timor anzulaufen, das er wieder im Mai 1700 erreichte. Von dort wurde die Heimreise über das damalige Batavia und das Kap der Guten Hoffnung angetreten. Die HMS Roebuck erreichte im Februar 1701 die Insel Ascension. Während das Schiff vor der Insel ankerte, begann es stark Wasser aufzunehmen, und da Reparaturversuche scheiterten, wurde es auf Land gesetzt. Dampier und die Besatzung verließen das Schiff, sie wurden am 3. April 1701 von zufällig heimwärts vorbeifahrenden Ostindienfahrern und Kriegsschiffen aufgenommen und mit nach Europa genommen. Dampier gelang es immerhin, seine Tagebücher und eine Sammlung von mehr als 40 unbekannten Pflanzen zu retten. Diese sind heute Teil des Sherardian Herbarium in Oxford.
Nach seiner Rückkehr wurde Dampier 1702 in England vor Gericht wegen Grausamkeit gegenüber der Besatzung und Trunkenheit auf der Fahrt angeklagt und schuldig gesprochen. Trotz dieser Anschuldigungen erfuhr Dampier 1703 die große Ehre, vom Prinzregenten George, Mitglied der Royal Society, der Königin Anne vorgestellt zu werden.
Er bekam Geld für eine neue Kaperfahrt. Am 11. September 1703 setzte er mit der St. George und der Chinque Ports Gallery Segel. Die Fahrt gegen französische oder spanische Schiffe rund um die Welt dauerte von 1703 bis 1707, brachte aber auch diesmal nicht den erhofften Erfolg. Die St. George lief bald auf Grund und die Mannschaft geriet in spanische Gefangenschaft. Dampier scheiterte an seinem Unvermögen, als Kapitän die Mannschaft bei der Stange zu halten. Auf der Reise kam es 1704 zur freiwilligen Aussetzung von Alexander Selkirk auf der unbewohnten Insel Mas a Tierra im Juan-Fernández-Archipel. Diese Insel wurde 1966 in Isla Robinson Crusoe umbenannt.
Eine dritte Umrundung des Globus erlebte Dampier 1708–1711 als Navigator auf dem Schiff von Woodes Rogers. Diese Kapertour führte zu reichlicher Beute. Bei einem Zwischenstopp zur Frischwasserauffüllung auf eben der Isla Mas a Tierra wurde Alexander Selkirk angetroffen und von Rogers an Bord genommen. Bevor dem inzwischen überschuldeten Dampier sein Anteil am Kapererlös ausgezahlt werden konnte, verstarb der Abenteurer jedoch in London.

## Wirken
Dampier war auf seinen drei Weltumseglungen auch wissenschaftlich tätig, unter anderem in den Bereichen Hydrologie und Geografie. Er erstellte Karten der Meeresströmungen und der vorherrschenden Winde. Hierbei erkannte er auch deren jahreszeitliche Änderung. Seine „Windkarten“ ermöglichten es anderen Seefahrern, schnellere Routen zu finden und Zonen mit anhaltender Windstille zu meiden. Er befuhr die Küsten von Neuguinea, entdeckte Neubritannien und die Inselnatur von Neuirland und Neuhannover und erforschte die Küste Westaustraliens. In seinen Publikationen präsentierte Dampier genaue nautische, topografische, ethnografische und biologische Beobachtungen. Das Reisetagebuch gewährt einen Einblick in die Lebensweisen auf Schiffen und in den Kolonien in seiner Zeit. Seine Reiseaufzeichnungen umfassen über 1250 Seiten.

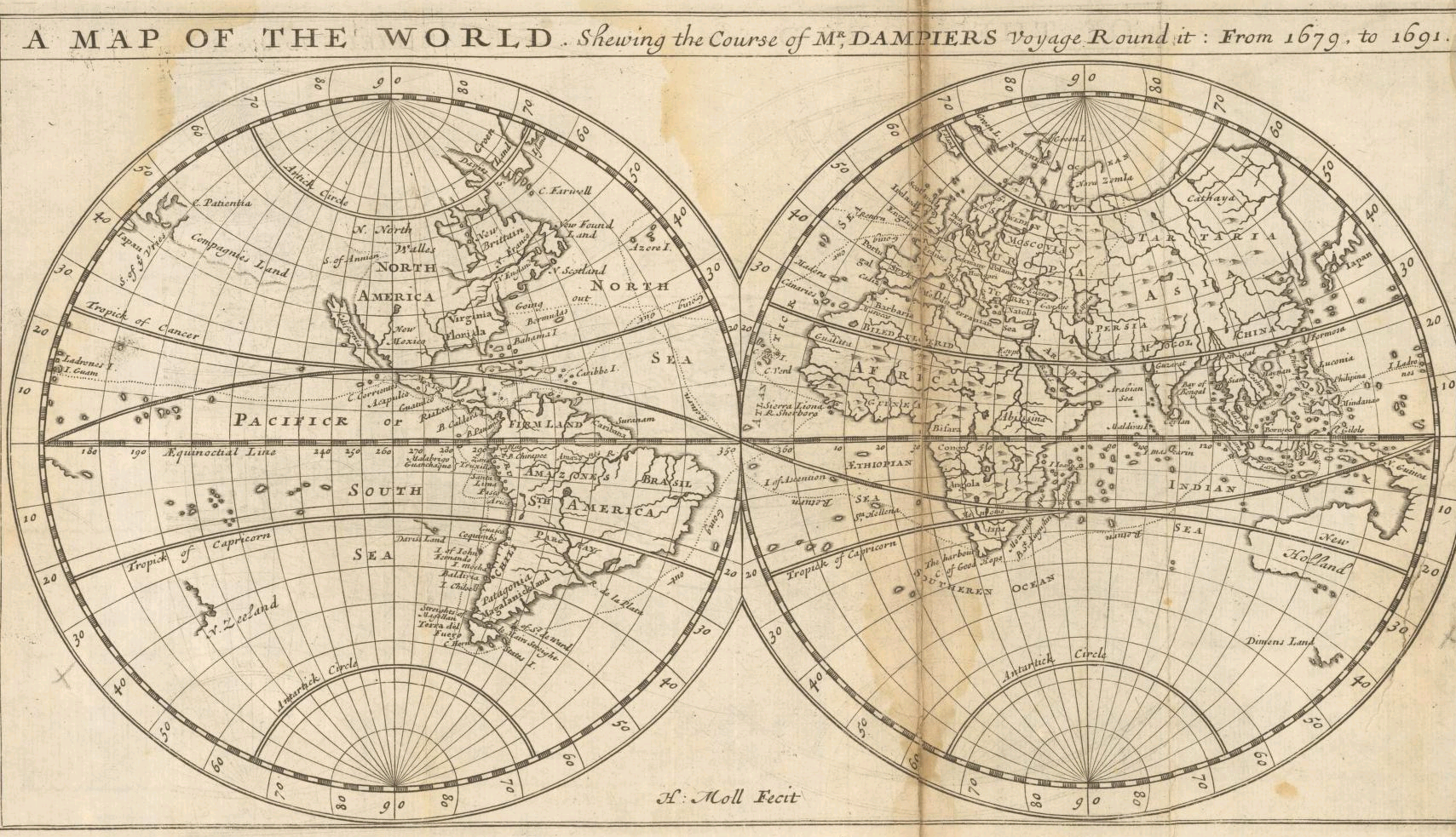
Weltkarte von Herman Moll mit der Route von Dampiers erster Weltumseglung (1697)

Dampier wird ein großer Einfluss auf folgende Personen zugeschrieben:
- Seine Aufzeichnungen, u. a. auf den Galapagos, dienten Charles Darwin als reiche Quelle. Dort waren Dampier bereits die regionalen Unterschiede der Tierwelt aufgefallen sowie deren offensichtliche Anpassung an differenzierte Lebensbedingungen.
- In Bezug auf sein Kartenwerk sagte Alexander von Humboldt, dass die nachfolgenden Gelehrten der Arbeit dieses „bemerkenswerten Bucaneers“ wenig hinzuzufügen hätten.
- Kapitän Cook und Admiral Nelson waren beeindruckt von seinen Neuerungen in nautischer Technik.
- Daniel Defoe wurde durch die Geschichte Alexander Selkirks zu seinem Roman Robinson Crusoe angeregt.
- Kapitän Blighs Fahrt mit der HMS Bounty wurde aufgrund von Dampiers Bericht zum Brotfruchtbaum initiiert.
- Das Oxford English Dictionary zitiert Dampier mit mehr als 1000 Worten.

## Ehrungen
Zwei Meerengen vor Neuguinea (Dampierstraße (Papua-Neuguinea) und Dampierstraße (Westpapua)), der dritthöchste Berg Neuseelands (der Mount Dampier) sowie der Dampier-Archipel und die Stadt Dampier in Nordwestaustralien wurden nach dem Briten benannt.
2015 wurde ein Asteroid nach ihm benannt: (14876) Dampier.

## Publikationen
Kurztitel
- A New Voyage Round the World (1697)
- Voyages and Descriptions (1699)
- A Voyage to New Holland (1703)
- A Supplement of the Voyage Round the World (1705)
- The Campeachy Voyages (1705)
- A Discourse of Winds (1705)
- A Continuation of a Voyage to New Holland (1709)[4]

Übersetzungen
- Neue Reise Um die Welt. Worinnen umständlich beschrieben wird, Die Erd-Enge oder Isthmus von America, vielerley Küsten und Insuln in West-Indien, die Insuln des grünen Vorgebürges, die Durchfahrt an dem Lande des Fuego, die Mittägigen Küsten von Chili, Peru und Mexico, die Insuln Guam, [...]. Dabey gehandelt wird Von der unterschiedenen Beschaffenheit des Erdbodens aller dieser Länder, von ihren See-Häfen, Pflantzen, Früchten und Thieren, Ingleichen von ihren Einwohnern, deren Sitten und Gewohnheiten [...]. 4 Bände. Aus dem Englischen in die Frantzösische und nunmehr in die Hoch-Teitsche Sprache übersetzet. Verlegts Michael Rohrlachs seel. Wittib und Erben, Leipzig 1702–1714 (Online-Kopie: Early Canadiana Online) (Moderne Ausgabe: William Dampier: Neue Reise um die Welt. Herausgegeben von Michael Uszinski. Verlag der Pioniere, Berlin 2012, ISBN 978-3-941924-02-4)
- Freibeuter. 1683–1691. Das abenteuerliche Tagebuch eines Weltumseglers und Piraten. Neu herausgegeben und bearbeitet von Hans Walz. Erdmann, Tübingen u. a. 1970, ISBN 3-7711-0118-2 (Auch: ebenda 1997, ISBN 3-522-61050-4).